# Takeshi Shibuya
Takeshi Shibuya (jap. 渋谷 毅, Shibuya Takeshi; * 1939 in der Präfektur Tokio) ist ein japanischer Jazzpianist, der sich auch als Filmkomponist betätigte.
Takeshi Shibuya arbeitete in der Tokioter Jazzszene ab den späten 1960er Jahren u. a. mit Nobuo Hara, mit dem auch 1969/70 erste Aufnahmen entstanden. In den 1970er Jahren spielte er mit Masayuki Takayanagi, Kunihiko Sugano und Shun Sakai, außerdem arrangierte er für die Sängerin Ryoko Moriyama. 1975 entstand sein Debütalbum Dream, ein Livemitschnitt aus dem Club Pannonica in Kagoshima mit Tatsuhiro Matsumoto (Bass) und Yoshitaka Uematsu bzw. Sumiaki Matsushima (Schlagzeug); 1977 folgte das Trioalbum Cook Note (Trio Records, mit Tamio Kawabata, Shoichi Miyazawa), 1982 das Soloalbum  Shibyan!. Ab den 1980er Jahren begleitete er außerdem die Vokalisten Maki Asakawa, Akira Sakata und Hideko Okiyama.
Ende der 1980er Jahre bildete er ein Orchester, dem u. a. Osamu Matsumoto, Eiichi Hayashi, Kōsuke Mine, Kōichi Matsukaze, Akihiro Ishiwatari, Tamio Kawabata und Ryōjirō Furusawa angehörten und mit dem er mehrere Livealben einspielte. 1996 war er Mitglied im Itaru Oki Sixtet (Concert with Strings), 1999 spielte er im Duette mit Masabumi Kikuchi (Tandem, mit Yoshio Suzuki, Bass); 2005 gehörte er zum Kazunori Takeda Quartett (Live at Yanagawa Funcool). Zudem legte er noch mehrere Alben vor, darunter ein Ellington-Tributalbum.
Seit 1971 komponierte er auch Filmmusik. 2007 wurde er mit Gabriele Roberto für den Soundtrack zu Memories of Matsuko mit dem Japanese Academy Award in der Kategorie Beste Musik ausgezeichnet.